# Gerrymandering
Cet article concerne plus particulièrement la politique aux États-Unis et au Canada. Pour une vue internationale du sujet, voir découpage électoral.

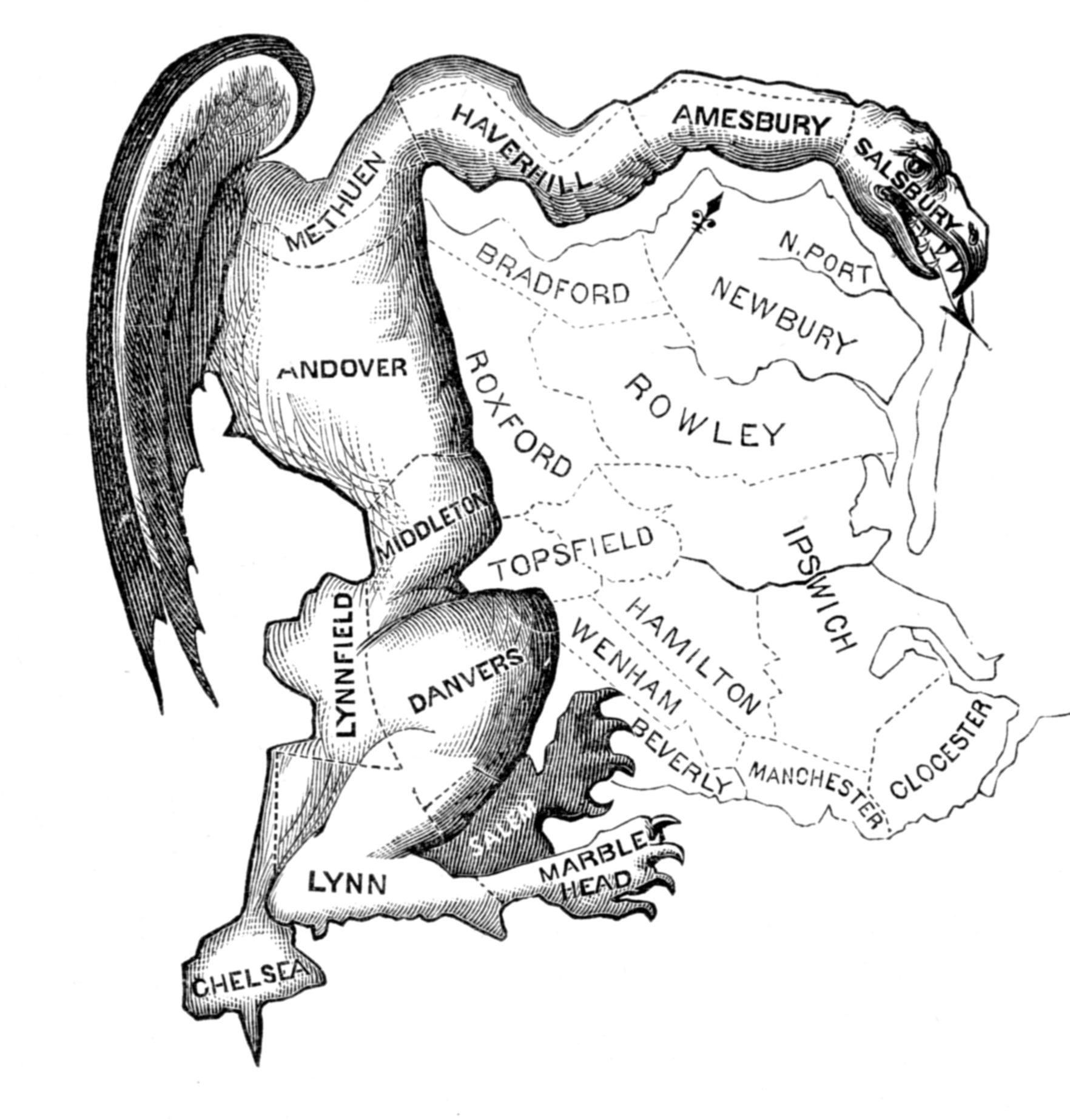
Publiée en mars 1812, cette caricature satirique compare le contour du nouveau district du Sud-Essex acté par le gouverneur Gerry à une salamandre.

Différentes manières de découper des circonscriptions électorales.

Le gerrymandering (terme nord-américain, prononcé [dʒeʁimandœʁiŋ] en français nord-américain), le découpage électoral partisan ou encore le charcutage électoral,, est le découpage des circonscriptions électorales ayant pour objectif de donner l'avantage à un parti, un candidat ou un groupe donné.
La stratégie consiste principalement à découper les districts électoraux de manière à regrouper le nombre de votes de ceux qui sont perçus comme opposants, à l'intérieur d'un nombre restreint de districts où le parti au pouvoir va perdre dans une forte proportion, mais où il va gagner par de petites majorités ailleurs, dans un plus grand nombre de districts.
Cette pratique d'optimisation électorale peut se retourner toutefois contre ses auteurs, dans la mesure où une évolution marginale de l'opinion peut conduire à des résultats totalement opposés et faire battre le parti que l'on souhaitait favoriser.

## Découpage et redécoupage des circonscriptions électorales

### Historique aux États-Unis

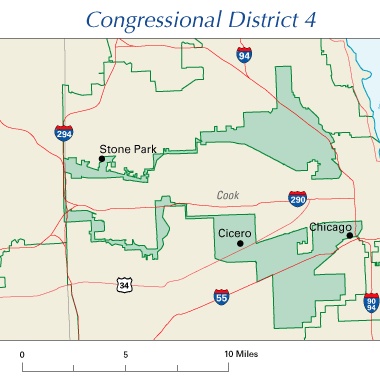
Exemple du quatrième district congressionnel de l'Illinois créé en 1993 pour regrouper deux zones majoritairement hispaniques favorables au Parti démocrate.

Ce terme voit le jour aux États-Unis en 1811 quand, juste avant l'élection présidentielle, le gouverneur du Massachusetts, Elbridge Gerry, est accusé d'avoir « redécoupé » la circonscription d'un comté afin de favoriser son parti ; la polémique enfle quand les journaux publient une caricature d'Elkana Tisdale représentant la forme de la circonscription comme celle d'une salamandre. Gerrymandering est ainsi un mot-valise composé du nom du gouverneur, Gerry, et du mot anglais pour salamandre, salamander. Les intérêts étant colossaux, le moindre avantage est perçu comme très important pour un candidat et les « cartographes » des circonscriptions électorales pèsent souvent sur l'issue d'un scrutin. Certains auteurs emploient les expressions « partisan gerrymandering » (« charcutage électoral à visée partisane ») lorsque le but est d'accentuer l'avantage d'un parti politique, et « racial gerrymandering » (« charcutage électoral à visée raciale ») lorsque le but est d'augmenter ou d'abaisser le pouvoir politique d'une minorité « ethno-raciale ».
Tous les dix ans, à la suite du recensement, toutes les circonscriptions électorales américaines sont remaniées pour refléter l'évolution démographique du pays. La section 1 de l'article 1er de la constitution des États-Unis accorde les pouvoirs législatifs au Congrès (Sénat et Chambre des représentants). La section 2 dispose que le nombre de représentants sera fonction des évolutions démographiques de chaque État, et ce chiffre sera remis à jour tous les dix ans par le biais du recensement.
Chaque circonscription doit représenter le même nombre de citoyens, ou du moins se rapprocher, tant que faire se peut, de cet idéal. Ainsi, au sein d'un même État, les circonscriptions divisent leur population équitablement, c'est la doctrine dite du one man, one vote (« une personne, une voix »).
Les circonscriptions les plus à même de créer la controverse sont les legislative districts et les congressional districts, pour lesquels les enjeux politiques sont les plus importants. Les legislative districts servent à élire les législateurs des États : les sénateurs d'État (State Senators) et les membres de l'Assemblée (Assembly Members) ou représentants (Members of the State House of Representatives), chaque État américain ayant un parlement, le plus souvent composé d'un sénat et d'une assemblée ou chambre des représentants.
Les congressional districts servent eux à élire les membres de la chambre des représentants des États-Unis (Members of the U.S. House of Representatives) qui, avec le Sénat des États-Unis, forment le Congrès américain. La circonscription électorale pour les sénateurs des États-Unis (U.S. Senators) est, elle, toujours l'État entier.

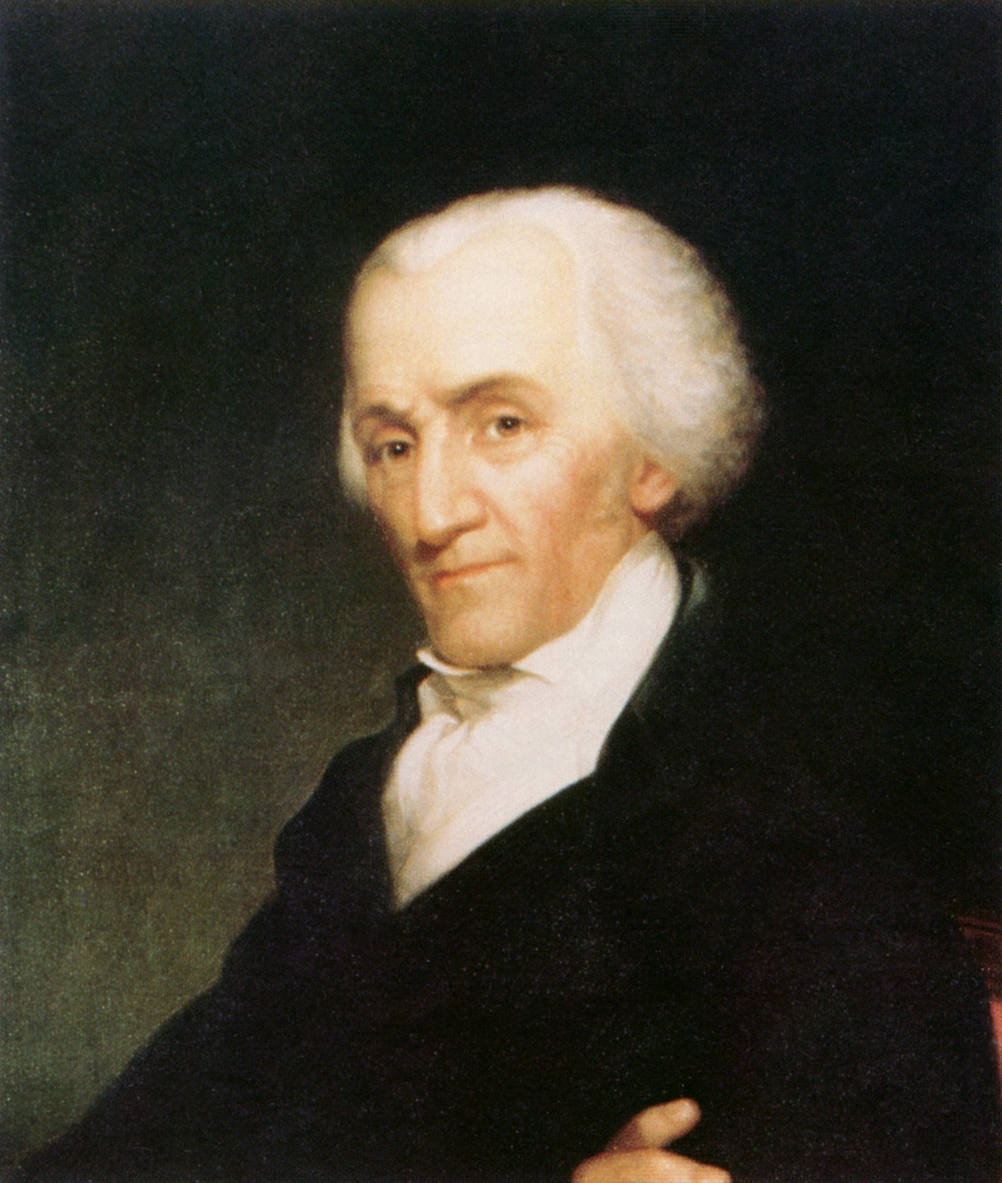
Le gerrymandering tire son nom de l'homme politique américain Elbridge Gerry.

Le découpage des circonscriptions s'appelle le districting ou redistricting et l'attribution des sièges s'appelle apportionment ou reapportionment, pourtant le premier terme est devenu dans le langage courant synonyme des deux. Chaque État envoie deux sénateurs à Washington, D.C. et un nombre de représentants proportionnel à sa population. La chambre des représentants compte 435 membres et le recensement décennal décide combien de sièges sont attribués à chaque État en fonction de sa population. Ainsi, certains États n'ont qu'un seul représentant, comme le Wyoming (ce qui est le minimum par État) et la Californie, qui est le plus peuplé, en obtient 52 à l'issue du recensement de 2020.
Le gerrymandering est très critiqué dans la société pour son caractère injuste, mais il est encore très utilisé, notamment par les républicains entre 2010 et 2021, et la Cour suprême n'a encore jamais rendu de décision le condamnant. Dans Colegrove v. Green (1946) elle indique que l'organisation des élections relevait de chaque État fédéré, et qu'il n'appartient qu'au Congrès (et non à elle) de se prononcer sur une défaillance d'un des États ; toutefois, dans Reynolds v. Sims (1964), elle statue que les circonscriptions doivent avoir à peu près le même nombre d'électeurs, pour que soit respecté le principe constitutionnel « un homme une voix », et être d'un seul tenant.

### AuXXIesiècle
Dans les deux premières décennies, les partis continuent à chercher à tirer parti du gerrymandering, qui peut leur conférer, quant au nombre de sièges, un avantage pour plusieurs cycles électoraux ; les contestations judiciaires – même si elles sont couronnées de succès, durant souvent des années pour combler ces victoires injustes. Selon l'ONG Fair Vote (dédiée à une représentation équitable des électeurs dans les circonscriptions législatives), de 2010 à 2021 « la composition politique de la législature a été effectivement gelée pendant une décennie, et les changements ne sont possibles que dans une fourchette limitée et étroite. Le système de représentation, parce qu'il a été rendu moins sensible politiquement et donc moins réactif, a ainsi été rendu moins apte à s'acquitter de sa tâche la plus fondamentale - traduire le sentiment public en politique publique aussi précisément que possible ».
À l'été 2018, la Cour écarte, pour des raisons de procédure, l'examen de contestations intentées par des électeurs du Wisconsin et du Maryland.
La Cour suprême n'est pas obligée d'examiner les requêtes qui lui sont adressées. En 2013, par une décision sur la loi sur les droits de vote, elle lève l'obligation d'obtenir l'approbation fédérale pour le redécoupage. Début 2019, elle décide d'examiner les décisions de deux tribunaux fédéraux invalidant des cartes électorales en Caroline du Nord et dans le Maryland, la première étant jugée trop favorable aux Républicains et la seconde aux Démocrates. La position du nouveau juge Brett Kavanaugh est une des inconnues. En 2021, la Cour suprême comprend six juges sur 9 qui sont conservateurs (dont 3 nommés par Donald Trump), situation qui pourrait influer durablement sur les choix de société.
Début 2021, divers observateurs, des médias (dont le New York Times) et des manifestations devant la cour suprême demandent un redécoupage plus « juste » et dénoncent un gerrymandering républicain, et notamment un gerrymandering racial (visant une diminution du pouvoir de vote des électeurs noirs aux États-Unis notamment en Pennsylvanie, dans l'Ohio, au Wisconsin, en Caroline du Nord et en Géorgie où les électeurs noirs ont été ciblés avec « une précision chirurgicale ») pouvant être l'une des raisons du succès d'une extrême partisanerie, de la diffusion de théories du complot et du dévouement à Donald Trump parmi l'extrême droite américaine.
En 2021, un nouveau redécoupage des cartes électorales, initié sous le gouvernement de Donald Trump est en cours. Un lobbying républicain promeut des cartes de circonscriptions pour le Congrès (« district du Congrès ») qui garantiront, selon Samuel S. Wang (directeur du Princeton Gerrymandering Project) que les Républicains domineront la Chambre en 2022 et la conserveront des années ; ce lobbying est notamment porté par Jim Jordan dont la circonscription a une curieuse forme de serpent ou de canard, nécessitant 3 heures de trajet en voiture pour la couvrir d'une extrémité à l'autre, et couvrant des parties de 14 comtés, agencées de telle manière que la forme de cette circonscription assure la réélection constante d'un élu républicain. Après le recensement de 2010, les républicains de l'Ohio recartographient ce district et d'autres, avec le résultat souhaité : Jim Jordan parvient ainsi à remporter chacune des cinq dernières élections avec plus de 22 % d'avance sur ses adversaires politiques. Des dizaines d'autres cas de ce type sont dénoncés. Ils auraient favorisé la fidélité du Parti républicain envers le président Trump lors de ses allégations de fraude électorale, faites sans fondement. Les opposants au gerrymandering demandent un redécoupage fait par des mathématiciens et cartographes impartiaux se basant sur des directives claires et objectives et non par des républicains cherchant à manipuler le découpage électoral pour systématiquement conserver la majorité et le pouvoir central. Plusieurs États ont créé des commissions de redécoupage indépendantes non partisanes, et on évoque des algorithmes capables de dessiner des limites plus « neutres » de districts (mais il existe des dissensus sur leur capacité à effacer l'inclinaison partisane existante du processus de gerrymandering). Quelques États, actuellement démocrates, pour tenter d'équilibrer le jeu, tentent de redessiner les districts qui leur sont favorables dans certains États (New York, Illinois et Maryland). En janvier 2021, Adam Kincaid, qui dirige le National Republican Redistricting Trust (organisation de cartographie du Parti républicain) déclare que son énergie sera dirigée en 2021 « vers les inévitables batailles juridiques qui suivront la cartographie partisane de cette année ». Selon Allison Riggs, évoquant en janvier 2021 des poursuites contre les cartes dessinées par les républicains de 2010 en Floride, en Caroline du Nord, au Tennessee et au Texas (directrice exécutive par intérim de la Southern Coalition for Social Justice), le gerrymandering partisan sera encore à l'œuvre en 2021.
Jonathan Cervas (qui étudie le gerrymandering dans le cadre d'un postdoctorat à l'université Carnegie Mellon) note que le charcutage électoral ne suffit pas toujours à faire gagner un parti : ainsi, « les démocrates ont pu gagner la Chambre en 2018 malgré le fait qu'il y avait des États très gerrymandered ».
En 2025, en prévision des prochaines élections de la Chambre, le Texas initie un redécoupage plus favorable avec un gain potentiel de cinq sièges pour les Républicains. Les Démocrates de la législature locale quittent l'État, ce qui suspend la réforme par absence du quorum. Les États dominés par les démocrates veulent répondre en redessinant également leurs cartes électorales, en particulier la Californie du gouverneur Gavin Newsom. De nombreux États leur emboitent le pas et se préparent à redécouper leurs propres cartes électorales.

## Au Canada
Le gerrymandering a été également utilisé au Canada jusqu'en 1964, date à laquelle le gouvernement fédéral a chargé Élections Canada, une institution indépendante, de s'occuper du découpage électoral.
Au Québec, la Commission de la représentation électorale a été créée dans le même but et a soumis ses premières modifications à la carte électorale le 27 mars 1980. Le processus est donc depuis lors indépendant des politiciens.

## En France
En France, la réorganisation de la région parisienne en 1964 peut être vue comme étant un cas de gerrymandering dans le but de limiter l'influence du Parti communiste français. Cependant, les territoires concernés sont contigus (départements) et non imbriqués.
Lors du redécoupage de 1986, Charles Pasqua reconnaîtra avoir déterminé certaines circonscriptions sur mesure pour Gilbert Mitterrand, Roland Dumas ou Jean-Pierre Chevènement.

## En Hongrie
En Hongrie, dès l'arrivée au pouvoir du Fidesz de Viktor Orbán en 2010, une succession de réformes constitutionnelles sont adoptées et les circonscriptions électorales sont redécoupées pour donner un avantage au parti national-conservateur. L'ampleur du charcutage électoral hongrois rend difficile l'arrivée au pouvoir de toute autre force politique, même si elle arrive en tête au niveau national. 
Ainsi, les districts électoraux ne comptent pas tous le même nombre d'électeurs, celui-ci pouvant varier entre 60 000 et 90 000. Les districts les plus grands visent à regrouper les zones où vivent les électeurs les plus à gauche afin de leur donner moins de poids électoral ; au contraire, les régions plus conservatrices sont découpés en un plus grand nombre de districts.